# Аксакал
Аксака̀л (от тюрк. ак — бял и сакал — брада) — глава на рода, старейшина, почетен човек в тюркските народи в Средна Азия и Кавказ. Думата аксакал се отнася за старейшините и мъдреците на общината. Аксакалите играят значителна роля в политиката на племената като съветници и съдии.